# Giorgio Tuinfort

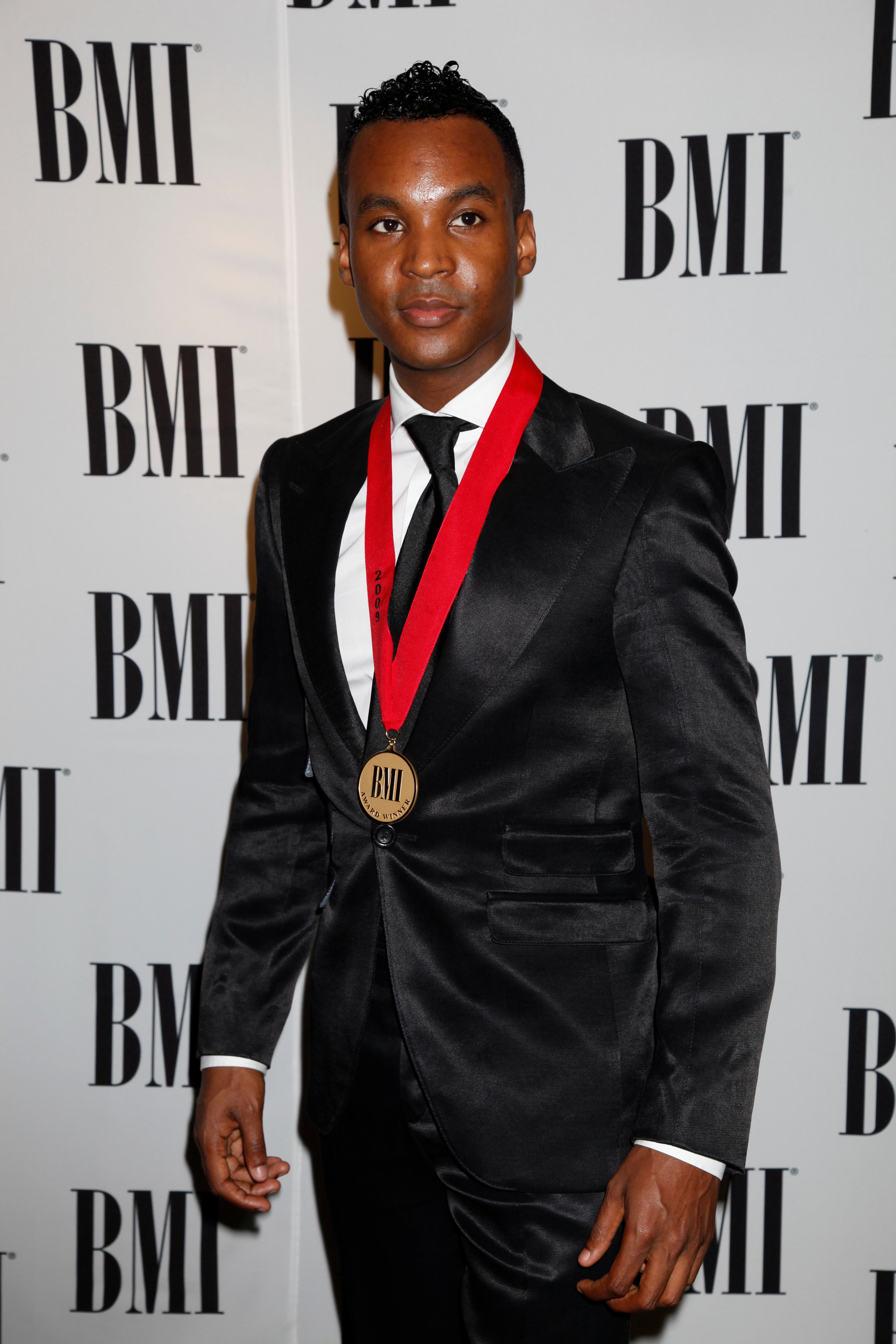
Giorgio Tuinfort, 2009

Giorgio Hesdey Tuinfort (* 30. April 1981 in Paramaribo) ist ein niederländischer Musiker, Songwriter und Musikproduzent mit surinamischen Wurzeln. Bekannt wurde er Ende der 2000er unter anderem durch die Autorenbeteiligungen und Produktionen von The Sweet Escape (Gwen Stefani), Right Now (Na Na Na) (Akon) oder auch Sexy Bitch (David Guetta).

## Werdegang
Tuinforts internationale Karriere startete im Jahr 2000 mit der Autorenbeteiligung Niemand für die niederländische Band Re-Play. Die Single platzierte sich auf Anhieb in den Dutch Charts, wo sie sich 19 Wochen aufhielt und mit Position 24 seine höchste Chartnotierung verzeichnete. Bis Ende 2005 produzierte und schrieb Tuinfort größtenteils für einheimische Künstler, wobei er mit Het land van … (Lange Frans & Baas B) seinen ersten Nummer-eins-Hit in den Niederlanden feierte. International wurde Tuinfort 2006 durch seine Zusammenarbeit mit dem US-amerikanischen Rapper Akon bekannt. Durch diesen traf Tuinfort noch im selben Jahr auf die US-amerikanische Sängerin Gwen Stefani, für die er den Welthit The Sweet Escape schrieb und produzierte. Die Single erreichte unter anderem die Top 10 in Deutschland, dem Vereinigten Königreich und den Vereinigten Staaten. In Deutschland und dem Vereinigten Königreich erreichte die Single sogar Gold-Status. In den Folgejahren kam Tuinfort durch Akon in den Kontakt mit Michael Jackson (Wanna Be Startin’ Somethin’ 2008), Nelly (Body on Me) oder auch Lionel Richie (Just Go), mit denen er kleine internationale Charterfolge feierte.
2009 arbeiten Tuinfort und Akon mit dem französischen DJ David Guetta zusammen, wobei die Single Sexy Bitch entstand. Hiermit erreichte Tuinfort erstmals die Chartspitze außerhalb seiner Heimat. Sexy Bitch erreichte unter anderem die Chartspitze in Deutschland, Österreich und dem Vereinigten Königreich. Die Single bekam bislang zweimal Gold, 22 Mal Platin sowie einmal Diamant und verkaufte sich rund 5,5 Millionen Mal. Seit diesem Zeitpunkt ist Tuinfort fortan an fast allen Produktionen Guettas beteiligt. Den größten Erfolg feierten sie 2011 zusammen mit der australischen Sängerin Sia und der Single Titanium. Die Single verkaufte sich weltweit bislang rund sieben Millionen Mal. Abseits der Zusammenarbeit mit Guetta arbeitete Tuinfort auch mit Timbaland (Pass at Me), Natalia Kills (Mirrors), Jessie J (LaserLight), Britney Spears (It Should Be Easy), Mr. Probz (Nothing Really Matters), Ariana Grande (One Last Time), The Black Eyed Peas (#wheresthelove), Robin Schulz (Shed a Light) oder auch Martin Garrix (u. a. Scared to Be Lonely und So Far Away) zusammen.

## Diskografie (Auswahl)

### Filmmusik
- 2006: Bolletjes Blues[2]

### Autorenbeteiligungen und Produktionen
Folgende Autorenbeteiligungen und Produktionen erreichten die Chartspitze in Deutschland, den Niederlanden, Österreich, der Schweiz, dem Vereinigten Königreich oder den Vereinigten Staaten:
- Het land van … – Lange Frans & Baas B (2005; NL)
- Sexy Bitch – David Guetta feat. Akon (2009; DE, AT, UK)
- Zing voor me – Lange Frans & Thé Lau (2010; NL)
- Club Can’t Handle Me – Flo Rida feat. David Guetta (2010; UK)
- Sweat – Snoop Dogg vs. David Guetta (2011; AT)
- Titanium – David Guetta feat. Sia (2011; UK)
- Nothing Really Matters – Mr. Probz (2014; NL)
- Lovers on the Sun – David Guetta feat. Sam Martin (2014; DE, AT, UK)
- Dangerous – David Guetta feat. Sam Martin (2014; DE, AT, CH)
- This One’s for You – David Guetta feat. Zara Larsson (2016; DE, CH)
- Miljonair – $hirak feat. SBMG, Lil’ Kleine, Boef & Ronnie Flex (2018; NL)

## Auszeichnungen
- Buma Export Award[3]
  - 2008: in der Kategorie „Buma Exportprijs“
  - 2011: in der Kategorie „Buma Gouden Harp“
  - 2013: in der Kategorie „Buma Award Internationaal“ für Play Hard (David Guetta feat. Ne-Yo & Akon)
  - 2014: in der Kategorie „Buma Award Internationaal“ für Bad (David Guetta & Showtek feat. Vassy)
  - 2015: in der Kategorie „Buma Award Internationaal“ für Hey Mama (David Guetta & Afrojack)
  - 2016: in der Kategorie „Buma Award Internationaal“ für This One’s for You (David Guetta feat. Zara Larsson)
  - 2016: in der Kategorie „Buma Award Internationaal“ für Bang My Head (David Guetta feat. Sia & Fetty Wap)
  - 2017: in der Kategorie „Buma Award Nationaal“ für Scared to Be Lonely (Martin Garrix & Dua Lipa)
  - 2017: in der Kategorie „Buma Award Nationaal“ für 2U (David Guetta feat. Justin Bieber)
  - 2017: in der Kategorie „Buma Award Internationaal“ für Scared to Be Lonely (Martin Garrix & Dua Lipa)
  - 2017: in der Kategorie „Buma Award Internationaal“ für 2U (David Guetta feat. Justin Bieber)

- Goldenes Kalb
  - 2006: in der Kategorie „Beste Musik“ für Bolletjes Blues[2]